# Manolo Espinosa "Armillita"
Víctor Manuel Espinosa Acuña (Lisboa, Portugal, 14 de septiembre de 1939 - Aguascalientes, México, 9 de diciembre de 2016), también conocido como Manolo Espinosa “Armillita”, fue un torero y ganadero mexicano. Arquitecto de profesión.

## Arquitecto y novillero
Nació en Lisboa, Portugal, el 14 de septiembre de 1939. Llegó a México a pocos días de nacido. Estudió y terminó la carrera de arquitectura, no obstante siguió los pasos de su padre, el torero Fermín Espinosa "Armillita Chico". En 1964 fue uno de los novilleros más destacados en México. El 5 de julio del mismo año se presentó en Bogotá, Colombia. En 1965 viajó a España, se presentó en la Monumental de Barcelona el 14 de marzo alternando con Andrés Jiménez Torres “el Monaguillo” y Francisco Pallarés.

## Torero y ganadero
El 19 de diciembre de 1965 tomó la alternativa en la Plaza México, su padrino fue Manuel Capetillo y el testigo Jaime Ostos Carmona. El 20 de julio de 1968 formó parte del cartel inaugural de la plaza de toros de La Pradera en Sogamoso, Colombia, alternando con Pepe Cáceres y Alonso Vásquez II. El 12 de noviembre de 1978 toreó en compañía de sus hermanos Fermín y Miguel en la plaza de Saltillo durante un homenaje póstumo dedicado a su padre. El 25 de enero de 1982 compartió cartel con las toreras Raquel Martínez y Maribel Atiénzar, esa tarde cortó tres orejas y un rabo. Se retiró de los ruedos en 1992.
En 1982 fundó la ganadería Manuel Espinosa Acuña e Hijos en el rancho Bóvedas, en el municipio Jesús María del estado de Aguascalientes, su divisa es rosa mexicano, rojo y blanco. Inició la ganadería con 39 vacas de Valparaíso, 23 vacas de José Julián Llaguno, 10 vacas de San Martín, 1 semental de Jesús Cabrera, 1 semental de Valparaíso y 1 semental de San Martín. Cuatro años más tarde agregó 2 sementales de Valparaíso. Presentó los primeros astados el 11 de febrero de 1992 en una corrida que torearon él y sus dos hermanos en Villa de Álvarez, Colima.
Falleció el 9 de diciembre de 2016 en el lugar que le viera crecer 77 años atrás, a consecuencia de un cáncer que padecía hace tiempo.